# Konrad Klapheck

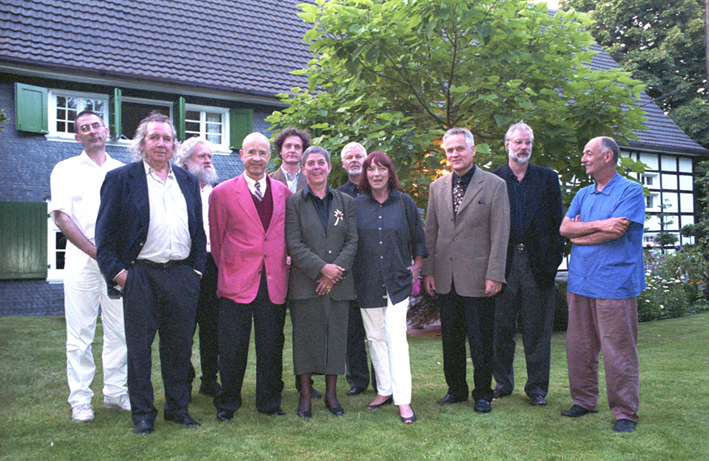
Kunstenaars van Studio Jaeschke in 1999. Konrad Klapheck is de man met de roze jas.

Konrad Klapheck (Düsseldorf, 10 februari 1935 - aldaar, 30 juli 2023) was een Duitse graficus en kunstschilder en docent aan de Kunstacademie van Düsseldorf. Hij wordt beschouwd als een klassieke naoorlogse avant-garde kunstenaar. Hij is gekend als de "machineschilder" wegens zijn pseudo-realistische voorstellingen van machines en apparaten en wordt beschouwd als één van de grootste moderne kunstenaars van het Rijnland.

## Leven
Konrad Peter Cornelius Nathan Klapheck werd op 10 februari 1935 in Düsseldorf geboren als enig kind van het echtpaar Richard Klapheck en Anna Strümpell, beiden kunsthistorici uit vooraanstaande families. Richard Klapheck was hoogleraar kunstgeschiedenis aan de kunstacademie van Düsseldorf tot hij in 1934 als tegenstander van het nazi-regime werd ontslagen in het kader van de nationaalsocialistische Wet voor de Wederinstelling van het Ambtenarenberoep. Hij bleef echter intensief werken over architectuur en kunst in het Rijnland publiceren tot zijn dood in 1939.
Konrads moeder Anna Klapheck, geb. Strümpell vluchtte tijdens de oorlog met Konrad naar de villa van zijn grootouders in Leipzig, waar hij getuige was van de vernietiging van de villa toen die in vlammen opging ten gevolge van  een bombardement. De achtjarige ervoer dit moment als een “fascinerend schouwspel”.Tot de capitulatie in 1945 verbleven ze vervolgens in een kasteel van vrienden aan de grens van Tsjechië. Reeds als kind wilde Konrad kunstschilder worden en las al  in zijn jeugdjaren kunstboeken.
Anna Klapheck zou tot zijn huwelijk in 1960 een grote rol spelen in het leven van Konrad. Als kunsthistoricus was ze beroemder dan haar overleden echtgenoot. Van 1952 tot 1966 werd ze docent aan de kunstacademie van Düsseldorf, Ze publiceerde werken over moderne beeldende kunst. Zij zorgde later voor de contacten met de Galerie Schmela en kunstenaars als Yves Klein, Gerhard Richter en Joseph Beuys.
Na het einde van de oorlog in 1945 keerden Anna en Konrad terug naar Düsseldorf. In die periode werd Düsseldorf een jazzcentrum. Wereldberoemde jazzmuzikanten, zoals Louis Armstrong en Oscar Peterson traden er op. Klapheck kocht hun platen. Deze herinneringen zouden in zijn latere werk een belangrijke plaats innemen.
Hij volgde zijn middelbare studies aan  het Humboldt-Gymnasium en in 1954. Na het behalen van zijn diploma, ging hij studeren aan de Kunstacademie van Düsseldorf, waar hij leerling werd van Bruno Goller. Hij had een bijzondere interesse in in het surrealisme en voor de schildertechnieken van Dalí en Picasso. In 1956-57 kon Konrad een sabbatical nemen en gedurende enkele tijd met Count Basie Orchestra per touringbus door West-Duitsland reizen. Hij verbleef ongeveer zes maanden met zijn verloofde in Parijs. Ze kregen ruzien en gingen tijdelijk uit elkaar. Klapheck maakte  een schilderij naar een oude Singer-naaimachine, die hij "Die gekränkte Braut" (de beledigde bruid) noemde. De kop van de machine gaf een agressieve indruk en een klosje garen lag er verloren bij. Dit zou het begin betekenen van zijn machineschilderen: "Toen het schilderij klaar was wist ik zeker dat ik alle menselijke betrekkingen door machineobjecten kon uitdrukken". In Parijs bezocht hij Max Ernst, die er toen woonde en maakte er kennis met  André Breton, die een vriend van hem zou worden en een schilderij van hem kocht. Hij maakte ook kennis met de beeldhouwer Christian d'Orgeix en de redacteur Edouard Jaguer van het tijdschrift "Phases", waarvoor hij enige bijdragen kon leveren. Hij deed zijn toegangsexamen voor de Nationale Supérieure des Beaux-Arts de Paris maar werd afgewezen.
Terug in Düsseldorf ging hij de academie door met het schilderen van machines. Zijn eerste afbeelding van een schrijfmachine in 1955 kreeg de volledige goedkeuring van zijn leraar Goller die hem aanmoedigde Klapheck aan om verder te doen met het schilderen van objecten. Deze schilderijen gingen steevast gepaard met een ironische titel, die samen de eigen stijl van Klapheck vormden. In 1958, het jaar dat hij afstudeerde, had zijn eerste grote succes: hij verkocht zes schilderijen aan de galeriehouder George Staempfli, die ze een jaar later tentoonstelde in zijn galerie in New York naast werken van Yves Klein, Jesús Rafael Soto en Lucio Fontana. Hij kreeg zijn eerste solotentoonstelling in de Schmela Gallery in Düsseldorf in 1959, het jaar daarop in de Galleria Schwarz in Milaan en genoot hij internationale erkenning.
In 1960 trouwde Klapheck met Lilo Lang, die hij van zijn zestiende jaar kende. Hij bezocht de schilder Richard Oelze in Worpswede en kocht één van zijn werken, wat de basis was voor een bescheiden kunstverzameling werd. In hetzelfde jaar ontving hij de Kunstprijs van de deelstaat Noordrijn-Westfalen. Daarna weigerde hij alle onderscheidingen. 
In 1961 bracht de  kunstcirticus José Pierre hem in contact met de Parijse surrealistische schilders. Het jaar daarop maakte hij kennis met René Magritte toen hij een tentoonstelling van hem bezocht.  Bij één van hun volgden ontmoetingen liet Klapheck aan Magritte een selectie van zijn werken zien. Magritte vond de stenen achtergronden te ‘pittoresk’.  
Nog in 1961 werd zijn dochter Elisa Klapheck, de latere rabbijn, geboren en drie jaar later zijn zoon David.
In 1965 exposeerde Klapheck voor het eerst op een solotentoonstelling in Parijs, de stad waar zijn aanvraag voor toelating tot de École Nationale Supérieure des Beaux-Arts de Paris in 1956 was afgewezen. Rond de jaren '70 was het hyperrealisme doorgebroken, wat het belang van zijn werken, die een zekere gelijkenis met deze stijl hadden, versterkte.
Vanaf 1979 verdrongen nieuwe stijlen zoals die van de Duitse "nieuwe wilden"’ Klaphecks schilderstijl tijdelijk naar de achtergrond. Nochtans bleef hij een veelgevraagd kunstenaar, vooral ook voor machinewerken op bestelling.
Hij werd hoogleraar Vrije Schilderkunst aan de kunstacademie van Düsseldorf, wat hij tot 2002 zou doen. Hij begon zijn specialiteit van machineschilder als een keurslijf te zien en rond 1992 begon nu ook naakten te schilderen,die door zijn stijl van vereenvoudiging een mechanisch beeld opriepen, in feite het omgekeerde van zijn machines.
Tussen 1992 en 2002 portretteerde Klapheck in zwart-wit collega's, vrienden en beroemdheden uit de internationale kunstscene voorzien van ongewone attributen. Een selectie van deze beelden verscheen in 2002 in boekvorm.

## Werk
De stijl van Klapheck, waaraan hij zich tot zijn overlijden vasthield, combineerde kenmerken van het neorealisme en het surrealisme. Sinds de jaren vijftig schilderde hij op nauwkeurige wijze, representatieve, op het eerste gezicht realistische technische apparaten, machines en alledaagse voorwerpen. Bij nader toezien waren die echter een eigenaardige manier vervreemd en opnieuw samengesteld zodat ze demonen, iconen of monumenten werden. Klapheck schilderde achtereenvolgens  typemachines, naaimachines, kranen en douches, telefoons, strijkijzers, schoenspanners en schoenen, sleutels, zagen, autobanden, fietsbellen en horloges. Hij werd de "machineschilder" genoemd. Later maakte hij ook afbeeldingen van figuren in relatie tot een voorwerp, dikwijls een muziekinstrument. Zijn voorwerpen of personages leidden echter een eigen leven met ironische of speelse titels die er een diepere betekenis aan gaven. Hij legde bijvoorbeeld de toetsen van de typemachine op een rij als soldaten en noemde het beeld "De Idealen van de Vaders". Andere voorbeelden zijn: de charmante chaotische vrouw, de moeilijke echtgenote, de supermoeder, de seksbom en haar metgezel, het geweld der dingen, in het tijdperk van geweld, het orakel of de vazallen. Deze titels hadden betrekking op wat er getoond werd en kunnen zowel op voorwerpen als mensen in een surrealistische compositie betrekking hebben.
Elementen uit de Pop Art zijn echter ten onrechte aan hem toegeschreven.
Richard Klapheck is een einzelgänger in de moderne schilderkunst. Zijn werk is tegelijk tijdloos en actueel, met telkens opnieuw verwijzingen naar zijn voorgangers. Samen met Joseph Beuys en Gerard Richter is hij één van de drie groten van de Rijnlandse moderne kunst.

## Tentoonstellingen (selectie)
- 1959: Galerie Schmela, Düsseldorf (1e solotentoonstelling)
- 1966: Konrad Klapheck, Kestnergesellschaft, Hannover (solotentoonstelling)
- 1968: 4e Documenta, Kassel
- 1974: Museum Boijmans Van Beuningen, Rotterdam (retrospectieve)
- 1977: documenta 6, Kassel
- 1985: Konrad Klapheck: Retrospectieve 1955–1985, Hamburger Kunsthalle, Hamburg; vervolgens: Kunsthalle Tübingen, Tübingen; Staatsgalerie voor Moderne Kunst, München
- 1987: Posities. Schilderijen uit de Bondsrepubliek Duitsland, Berlijn, Dresden
- 2006: Mensen en machines. Foto's door Konrad Klapheck, Kunsthalle Recklinghausen voor het Ruhrfestival, Recklinghausen
- 2013: Klapheck. Foto's en tekeningen, Museum Kunstpalast Düsseldorf
- 2015: Klapheck op papier, Academiegalerij, Düsseldorf
- 2019: Konrad Klapheck. Venus ex machina, Museum voor Schone Kunsten in La Chaux-de-Fonds, Zwitserland (retrospectieve).